# Alpha Kappa Alpha
Alpha Kappa Alpha (ΑΚΑ) é a primeira irmandade estabelecida e incorporada por mulheres afro-estadunidenses universitárias. A irmandade foi fundada em 15 de janeiro de 1908, na Universidade Howard em Washington, D.C., EUA, por um grupo de vinte alunas, lideradas por Ethel Hedgeman Lyle. A irmandade rompeu barreiras para as mulheres em áreas onde existiam pouco poder ou autoridade sendo importante para a história do feminismo devido à falta de oportunidades para mulheres afro-americanas no início do século XX.
Esta irmandade ampliou a sororidade entre as mulheres universitárias, com a adesão de mais de 250 mil mulheres em todo o mundo. A irmandade desempenhou um papel ativo na luta pelo sufrágio das mulheres em 1913 e pelos direitos civis na década de 1960. A fraternidade trabalha, atualmente, com as comunidades através de serviços e programas inovadores de educação, família, saúde e negócios. 